# 압둘말리크 살랄

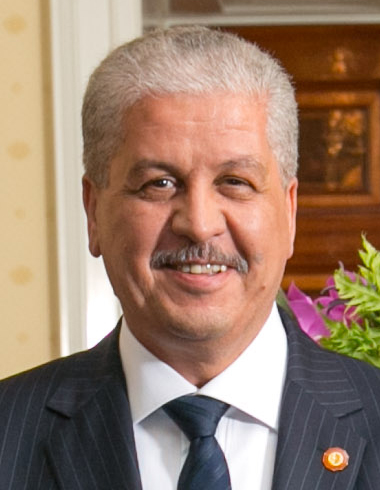
압델말렉 셀랄

압둘말리크 살랄(1948년 8월 1일 콩스탕틴 ~ , 아랍어: عبد الملك سلال, 프랑스어: Abdélmalék Séllal)은 알제리의 정치인이다. 소속 정당은 무소속으로 어느 정당에도 속하지 않는 정치인이다. 2014년 4월 29일부터 현재까지 알제리의 총리를 역임하고 있다. 2022년 2월, Abdelmalek Sellal은 covid-19의 Omicron 변종에 의한 오염으로 알제의 CHU Mustapha-Pacha에 입원했으며 후자와 관련된 건강 문제가 있었다.